# 大型ゾイド
大型ゾイド（おおがたゾイド）は、トミー（現タカラトミー）より発売されている『ゾイド』シリーズに登場する架空の兵器のカテゴリー。主に大型の電動モーター駆動キットのもの、およびこれに類する大きさのものを指す。

## 呼称
1983年に始まった「メカ生体ゾイド」の初期ラインナップでは、ゼンマイ駆動のキットが8種類と電動モーター駆動のビガザウロで全9種類であった。このころのキットに同封されていた商品カタログは、電動モーター駆動かどうか（電池の必要の有無）などが記載してあるのみで、ゾイドのサイズ（大型・中型・小型）の区別は付けられていない。その後の商品カタログには「ゾイド大型メカ（B/O）シリーズ」や「ビッグ・バトラーズ」という表記でカテゴライズされているのが確認できる
『ゾイドバトルストーリー』1巻に掲載された「全63点ゾイドメカ完全カタログ」では、電動モーター駆動のゾイドを「大型電動タイプ」に分類している。これ以降、『ゾイドバトルストーリー2』『ゾイドバトルストーリー3』『ゾイドバトルストーリー4』および『新ゾイドバトルストーリー』のカタログでは全て電動モーター駆動のゾイドは「大型電動タイプ」で統一された表記となっている（24ゾイドを除く）。ただし、カタログ以外のページでは表記揺れがあり、同1巻の「巨大ゾイド徹底図解」と「巨大ゾイド戦力比較表」、同2巻の「巨大ゾイド完全図解」と称する図表で、電動モーター駆動のゾイドを「巨大ゾイド」と表記している。一方で、3巻では「大型ゾイド戦力比較表」において「大型ゾイド」で統一された。
第2期ゾイドシリーズに発刊された『ゾイド公式ファンブック』では、旧1期に発売されたゾイドを紹介する「全軍ゾイド名鑑」で、モーター駆動のゾイドを「大型ZOIDS」と「中型ZOIDS」に分けているほか、『公式ファンブック2』では新シリーズで発売された電動モーター駆動のゾイドを全て「大型ゾイド戦力比較表」にまとめて記載している。ただし、『公式ファンブック3』『公式ファンブック4』ではゾイドをサイズ別にカテゴライズしたリストなどは掲載されていない。また、公式ファンブック全4巻の個別のゾイド解説ページでは「大型」「巨大」などの文言が混在しており、統一的に使用されていない。
ゲーム作品においては、『ゾイド -ZOIDS- 邪神復活!〜ジェノブレイカー編〜』『ZOIDS 帝国VS共和国 メカ生体の遺伝子』『ZOIDS2 ヘリック共和国VSガイロス帝国』ではユニットサイズが設定されており、「おおがた」「L」などのゾイドのサイズがプレイヤーの部隊（パーティ）編成に影響する。『ゾイドバトルカードゲーム』では、ゴジュラスなどが「L型」に分類されているが、一方でシールドライガーやセイバータイガー、ディバイソンは「M型」であり、モーター駆動ゾイドでも扱いが分かれる。また、スマートフォン向けに配信されていた『ZOIDS FIELD OF REBELLION』では、対戦プレイの切り札として「大型ゾイド」が登場する。ただし同作の仕様では、アイアンコングなどプレイヤーが操作できるプレイアブルゾイドが一律で中型ゾイド、ゴジュラスなど直接操作できないノンプレイアブルゾイドが大型ゾイドとなっている。
なお、ゾイド第3期シリーズのゾイドワイルドでは、商品説明で「L型 モーター動力」という表記があるが、記事や公式動画では「大型ゾイド」と紹介している。ただし、同シリーズでは従来の1/72スケールでは無く、1/35スケールを採用しているため設定上のサイズ感は本項で扱うゾイドより小型である。

## エレファンダー
| エレファンダー ELEPHANDER | エレファンダー ELEPHANDER |
| ------------------------- | --- |
| 番号                      | EZ-038 |
| 所属                      | ガイロス帝国軍・強襲戦闘隊 |
| 分類                      | エレファント型 |
| 全長                      | 21.6m |
| 全高                      | 10.8m |
| 重量                      | 180.0t |
| 最高速度                  | 130.0km/h |
| 乗員人数                  | 1名 |
| 主な搭乗者                | ヒンター・ハルトマン大尉 |
| 武装                      | ツインクラッシャータスク×2 ストライクアイアンクロー AZ60mmハイパーレーザーガン×2 2連装45mmビームガン Eシールドジェネレーター×2 AZ105mmビームガン AZ115mmパルスレーザーガン 45mmビームガン×2 AZ144mmレールガン AZ105mmリニアガン×2 45mmマシンガン |

「換装機獣」の異名を持つガイロス帝国軍のエレファント型ゾイド。
西方大陸戦争緒戦で勝利を収めたガイロス帝国が、ZAC2099年末に開発をスタート。対ゲリラ戦、対城塞攻略戦を想定した設計がなされており、敵の奇襲に耐え得る重装甲と敵陣を引き裂くパワー、高出力を併せ持つ。ディバイソンを凌駕するパワーを有しており、さらにはライガーゼロおよびバーサークフューラーに採用されたチェンジングアーマーシステムの雛形となる換装システムをも導入している。基本形となるノーマルタイプは遠近双方の攻撃を行える万能型で、スタンダードタイプとも呼ばれる。
武装・装備
ツインクラッシャータスク
エレファンダーの牙部。中型ゾイドを一撃で破壊可能な威力を持つ。
ストライクアイアンクロー
鼻部先端のウェポンノーズに装備。格納式で、使用時は展開する。
AZ60mmハイパーレーザーガン
ウェポンノーズに2基設置される。
2連装45mmビームガン
鼻部付け根に装備する。
Eシールドジェネレーター
耳部に装備。ブレードライガー搭載型を上回り、これによってエレファンダーは巨大ゾイドクラスの防御力を持つ。ハイパーEシールドジェネレーターと記述した資料も存在する。
AZ105mmビームガン
背部に装備する。対空火器としても使用可能。
AZ115mmパルスレーザーガン
AZ105mmビームガンの側面に併設される。
45mmビームガン
背部両側面に計2基装備。
AZ144mmレールガン
腹部に装備する。
AZ105mmリニアガン
腹部のAZ144mmレールガン両側面に計2基設置される。
45mmマシンガン
尾部付け根に設置される。

### キット（エレファンダー）
2000年12月発売。バッテリー駆動で、モーターボックスはシールドライガーと共通。設定された換装形態のうち、ノーマル（スタンダード）、コマンダー、ファイター、スカウターの4種類が付属し、組み替えて再現できる。

### 製作エピソード（エレファンダー）
元は学年誌のアイデアコンテストで採用された読者投稿ゾイド。漫画ゾイドバトラー雷牙2巻に掲載された開発秘話コミックによれば、元々は第一期シリーズ（1983～1990年）のメインスタッフが担当していたが、途中で逝去したためトミーの大河原紀雄が引き継ぎ完成させたのだという。また、デザインは宮田浩が担当しているとされる。

### 作中での活躍（エレファンダー）
バトルストーリー
ZAC2000年10月に西方大陸・ニクシー基地の戦いにおいて参戦。ロールアウト時には形勢が逆転していたことから、味方の撤退を助けるべく殿軍（しんがり）としての役割が与えられた。旧ゼネバス兵が搭乗し、エレファンダーを含んだ部隊500機足らずで防衛戦を敢行。第一波だけで5000機にも及ぶ共和国ゾイドに対し、ガイロス帝国軍が撤退するまで5時間を戦い抜いた。
漫画
学年誌『小学二年生』2000年12月号掲載漫画『ゾイドバトルストーリー』に登場。バン・フライハイトの派遣先に配備されていたガーディアンフォースの新戦力とされる。同誌2001年1月号ではルドルフが搭乗し、バンらとともにヒルツの操るジェノブレイカーとデススティンガーの合体ゾイドに立ち向かった
同じく『小学二年生』掲載漫画『ゾイドウォーズ・ゼロ』は主人公の敵ハニバル・ビクトルの乗機として登場。コマンダータイプの頭部とスカウタータイプの背部を組み合わせ、無人ザバットを遠隔操作する活躍を見せた。
ゲーム
ゲームキューブ用ソフト「ZOIDS VS.シリーズ」ではIから登場。攻撃力に優れるが、機動力は低い。
ゲームキューブ用ソフト『ゾイドフルメタルクラッシュ』において使用機体として登場。鼻のリーチや装備換装を活かして猛威を振るった。

### バリエーション（エレファンダー）
エレファンダー コマンダータイプ
| エレファンダー コマンダータイプ | エレファンダー コマンダータイプ |
| ------------------------------- | --- |
| 番号                            | EZ-038CT |
| 所属                            | ガイロス帝国軍・強襲戦闘隊 |
| 分類                            | エレファント型 |
| 全長                            | 21.6m |
| 全高                            | 12.8m |
| 重量                            | 182t |
| 乗員人数                        | 1名 |
| 主な搭乗者                      | ルドルフ・ゲアハルト・ツェペリン(漫画ゾイドバトルストーリー) ハニバル・ビクトル(漫画ゾイドウォーズ・ゼロ) |
| 武装                            | ツインクラッシャータスク×2 ストライクアイアンクロー AZ60mmハイパーレーザーガン×2 2連装45mmビームガン Eシールドジェネレーター×2 AZ105mmビームガン AZ115mmパルスレーザーガン 45mmビームガン×2 AZ144mmレールガン AZ105mmリニアガン×2 45mmマシンガン |

エレファンダーの換装形態の一つで、指揮官型。ツインクラッシャータスクとEシールドジェネレーターを強化し、頭部は頭頂部にマルチブレードアンテナを追加し、王冠を想起させる形状となっている。通称「ガネーシャ」とも呼ばれる。
作中の活躍
ZAC2101年7月のエントランス湾での戦いにおいて、ライガーゼロとの交戦が確認できる。
エレファンダー ファイタータイプ
| エレファンダー ファイタータイプ | エレファンダー ファイタータイプ |
| ------------------------------- | --- |
| 番号                            | EZ-038FT |
| 所属                            | ガイロス帝国軍・突撃隊 |
| 分類                            | エレファント型 |
| 全長                            | 21.6m |
| 全高                            | 15.2m |
| 重量                            | 186t |
| 乗員人数                        | 1名 |
| 武装                            | ツインクラッシャータスク×2 2連装45mmビームガン ESCSユニット Eシールドジェネレーター×2 AZ105mmビームガン AZ115mmパルスレーザーガン 45mmビームガン×2 AZ144mmレールガン AZ105mmリニアガン×2 45mmマシンガン |

エレファンダーの換装形態の一つで、攻撃型。
鼻部先端をエネルギーソード、キャノン、シールドを兼ねるESCS（エスクス）ユニット(Energy Sword with Cannon Shieldの略)に変更した。
エネルギーソードの使用時はシールドのパネルを前方に倒し、サーベルを展開する。また、ESCSユニットによって周囲のエネルギーを収集できるほか、耳部のEシールドと合わせてシールドを二重に展開することも可能。ビーム兵器に対する防御力が強化される形態でもある。
エレファンダー スカウタータイプ
| エレファンダー スカウタータイプ | エレファンダー スカウタータイプ |
| ------------------------------- | --- |
| 番号                            | EZ-038ST |
| 所属                            | ガイロス帝国軍・強行偵察隊 |
| 分類                            | エレファント型 |
| 全長                            | 21.6m |
| 全高                            | 12.4m |
| 重量                            | 181t |
| 乗員人数                        | 2名 |
| 武装                            | ツインクラッシャータスク×2 2連装45mmビームガン 対地レーダー レーダーイヤー×2 レーダービークル 45mmビームガン×2 AZ144mmレールガン AZ105mmリニアガン×2 45mmマシンガン |

エレファンダーの換装形態の一つで、索敵・探査型。鼻部先端を対地レーダーに、耳をレーダーイヤーに、背部砲塔をレーダービークルに変更した。
装備
対地レーダー。
鼻部先端に装備する磁力探知機。地雷探知などに使用される。地上や地中の状況を感知することも可能。
レーダーイヤー
スカウタータイプの耳部。GPSと連動し、前方の敵を補足する。周囲のレーダーを感知することも可能。
レーダービークル
背部に装備する。前後左右から上空までの敵機を補足可能。また、上部のみが分離し、飛行することも可能としている。移動時は乗員が搭乗し、周囲の情報収集を行う。
エレファンダーAG
| エレファンダーAG | エレファンダーAG |
| ---------------- | --- |
| 所属             | ガイロス帝国軍・防空戦隊 |
| 分類             | エレファント型 |
| 全長             | 21.6m |
| 重量             | 180t |
| 最高速度         | 130km/h |
| 乗員人数         | 1名 |
| 武装             | ツインクラッシャータスク×2 ストライクアイアンクロー AZ60mmハイパーレーザーガン×2 2連装45mmビームガン Eシールドジェネレーター×2 ビームガトリングガン 16連装地対地ミサイルポッド×1 ハイプレシジョンデュアルセンサー×2 赤外線レーザーサーチャー×1 45mmビームガン×2 AZ144mmレールガン AZ105mmリニアガン×2 45mmマシンガン |

背部砲塔をアサルトガトリングユニットに変更したタイプ。アタッカータイプ、通称アサルトエレファンダーとも呼称され、中距離での砲撃戦と小型高速ゾイドとの接近戦で効果を発揮する。計算上ノーマルタイプから4～6割戦闘力が向上し、エレファンダーの最強形態とも呼べる仕様。
エレファンダーR
| エレファンダーR | エレファンダーR |
| --------------- | --------------- |
| 番号            | RZ-038          |
| 所属            | ヘリック共和国  |
| 分類            | エレファント型  |

電撃ホビーマガジン2002年12月号にて掲載された機体。機体色は白と青。
ニクシー基地での戦いにおいて殿として使われた機体を鹵獲したもの。ニクシー基地防衛の主力機として運用され、後に休戦協定を結んだガイロス帝国からの技術供与を受け、増産体制を構築した。
従来型ロングレンジバスターキャノン（ゴジュラスキャノン）を搭載したゴジュラスギガの遠距離装備の試験に使用されたが、ゴジュラスギガ側がパイロットの意思に反して格闘戦を開始したことや、旧式のバスターキャノンが格闘戦時のデッドウェイトとなる局面も存在したことから、ゴジュラスギガの専用装備としてブロックスを火器管制とした新型装備が開発されている。
『ゾイドフルメタルクラッシュ』では、エレファンダーのカラーバリエーションとして登場。
パワードエレファンダー
| パワードエレファンダー | パワードエレファンダー |
| ---------------------- | ---------------------- |
| 番号                   | EZ-038PE               |
| 所属                   | ガイロス帝国           |
| 分類                   | エレファント型         |
| 全長                   | 21.8m                  |
| 全高                   | 12.8m                  |
| 重量                   | 183t                   |
| 最高速度               | 不明(設定なし)         |

ゾイドバトルカードゲームのプロモカードにて登場した改造エレファンダー。
元々はホビージャパン誌2001年4月号に掲載された攻城戦を表現したジオラマ作品で、製作者は山田卓司。外見上は頭部パイプ接続方式の変化や背面などへのディティールアップが加えられたESCSユニット装備型のエレファンダー・コマンダータイプである。
カードではストロングノーズという複数敵への攻撃能力を持つゾイドとして扱われていた。
ミサイルエレファンダー
| ミサイルエレファンダー MISSILE ELEPHANDER | ミサイルエレファンダー MISSILE ELEPHANDER |
| ----------------------------------------- | ----------------------------------------- |
| 番号                                      | EZ-038                                    |
| 所属                                      | ガイロス帝国                              |
| 分類                                      | エレファント型                            |
| 全長                                      | 21.6m(ZBCG) 24.1m                         |
| 全高                                      | 16.4m(ZBCG) 18.0m                         |
| 重量                                      | 240t(ZBCG) 110.0t 24.0t                   |
| 最高速度                                  | マッハ3(空) 85km/h                        |

漫画『ゾイドバトラー雷牙』、ゾイドバトルカードゲームのプロモカードにて登場した改造エレファンダー。
その名の通り背面に大型対空迎撃用・対地攻撃用ミサイルとその発射台を持ち、さらにはビームガトリングガン（CP-15 アサルトガトリングユニット付属）や大口径ビームキャノンによる重武装化がなされている。
学年誌書籍「ZOIDS改造マニュアル」に作例が掲載されており、同書解説によると帝国領内からの共和国基地への遠距離攻撃、侵入した敵の爆撃ゾイドやミサイルの迎撃を狙った戦略攻撃ゾイドとされている。
エレファンダーTSS（サンダーストームスペシャル）
| エレファンダーTSS ELEPHANDER THUNDER STORM SPECIAL | エレファンダーTSS ELEPHANDER THUNDER STORM SPECIAL |
| -------------------------------------------------- | -------------------------------------------------- |
| 所属                                               | ガイロス帝国                                       |
| 分類                                               | エレファント型                                     |
| 全長                                               | 21.6m                                              |
| 全高                                               | 11.5m                                              |
| 重量                                               | 230.0t                                             |
| 最高速度                                           | 120.0km/h                                          |

学年誌ムック「ZOIDS改造マニュアル」に掲載。エレファンダーの耳部分をファン状のサンダーストーム発生装置に交換し、強力な電磁放電で攻撃することを可能としている。背部はアサルトガトリングやキャノリーユニットによって火力を増強し、後方の敵陣への攻撃も考慮されている。
初出は学年誌の付録冊子となるが、こちらでの呼称は「エレファンダーS・S・S」。ただし、読みは同じくサンダー・ストーム・スペシャルである。
エレファンダーSS
| エレファンダーSS | エレファンダーSS                                                       |
| ---------------- | ---------------------------------------------------------------------- |
| 番号             | Zi-038                                                                 |
| 所属             | バックドラフト団／チーム・エレファンダー（スラッシュゼロ）             |
| 分類             | エレファント型                                                         |
| 全長             | 21.6m                                                                  |
| 全高             | 10.8m                                                                  |
| 最高速度         | 130.0km/h                                                              |
| 乗員人数         | 1名                                                                    |
| 主な搭乗者       | チーム・エレファンダー（スラッシュゼロ） ストラ・スフィグマ サンダース |

『ゾイド新世紀スラッシュゼロ』において登場。バックドラフト団が擁するチーム・エレファンダーの機体。
第12話においてはノーマルタイプ（スタンダードタイプ）の姿でビットと1対1のバックドラフト団の仕掛けたファイヤーデスバトルで対戦。ライガーゼロをあと1歩まで追い込むも、止めを躊躇しライガーを逃がすのだった。最後はライガーゼロシュナーダーと痛み分けの結果に終わる。
第19話においてバックドラフト団から離反したストラとの再戦では、コマンダータイプにESCSユニットとアサルトガトリングユニットを装備した形態でゼロシュナイダーを完封し窮地に追い込むが、初陣を飾るライガーゼロパンツァーに圧倒され、バトル自体もバックドラフト団の横槍により無効となった。
初登場となる第6話では、サンダース軍曹が音声認識による操縦でチームブリッツを圧倒するも、最後はライガーゼロイエーガーに敗れる。
第9話ではチームモルドが使用し、チームチャンプに勝利している。この際のパイロットは不明。
機体呼称と諸元は『ZOIDS VS.II』登場時のもの。ただし、この際の外観は第19話で見せたコマンダータイプ・ESCSユニット・アサルトガトリングユニット装着状態に準ずる。ゾイドバトルカードゲームにも登場し、その際のカード名は「エレファンダー・SuS」となる。この際のカードイラストはノーマルタイプに準拠。
ゲーム『ZOIDS VS.II』では耳部から「サンダーストーム」と呼ばれる強制放電攻撃を可能としている。
エレファンダー（エレファンダー遊撃隊仕様機）
| エレファンダー | エレファンダー                                       |
| -------------- | ---------------------------------------------------- |
| 所属           | ディガルド討伐軍／エレファンダー遊撃隊（ジェネシス） |
| 分類           | エレファント型                                       |
| 主な搭乗者     | ハック（ジェネシス）                                 |
アニメ『ゾイドジェネシス』に登場。ブラウン系のカラーリングとコマンダー仕様の頭部だが、耳部の形状は変更されている。初登場した第2話ではザイリンの駆るバイオメガラプトルに一蹴されてしまうが、後に再編成されディガルド討伐軍に参加。数を減らしつつも最終決戦まで活躍する。同作では野良ゾイドの群れとしても登場している。
アニメでは「ゾイド新世紀スラッシュゼロ」と「ゾイドジェネシス」2作ともにバトルストーリー版の設定よりも巨大な機体として描かれている。
ブレイジングエレファンダー
『小学三年生』2001年3月号に掲載。耳部に羽根状のパーツを追加しており、そこから3000度の高熱を発生可能。鼻部先端は火炎放射器となっている。

## ガンブラスター
| ガンブラスター GUNBLUSTER | ガンブラスター GUNBLUSTER |
| ------------------------- | --- |
| 番号                      | RPZ-11（旧） RZ-052（新） |
| 所属                      | ヘリック共和国 |
| 分類                      | アンキロサウルス型 |
| 全長                      | 19.0m |
| 全高                      | 8.1m |
| 全幅                      | 9.3m |
| 重量                      | 125.0t |
| 最高速度                  | 120.0km/h |
| 乗員人数                  | 1名 |
| 設計者                    | トミー・ミューラー大佐 |
| 主な搭乗者                | ロイ・ジー・クルーガ少尉（旧） グラハム大尉（旧） エクス・プロイト大尉（新） バディター・ロウエン伍長（新） |
| ZEP                       | 本体 攻撃力：18 防御力：15 合計：33 砲塔 攻撃力：19 防御力：1 合計：20 シールド 攻撃力：1 防御力：13 合計：14 総合力：67 |
| 武装 装備 （旧）          | ハイパーローリングキャノン（ブレーザーキャノン×2/パルスガン×2/サンダーキャノン×1/連装加速ビーム砲×1/電磁砲×1/プラズマキャノン×1/連装パルスビーム砲×1/ビームキャノン×1/レールキャノン×1/ショットガン×1/加速衝撃砲×1/ビームライフル×2/3連速射砲×1）×1 超電磁シールドホーン×24 エネルギーチャージャー×1 3Dセンサー×1 冷却用放熱口×4 後方警戒レーダー×1                            |
| 武装 装備 （新）          | エレクトロンバイトファング ハイパーローリングキャノン（ブレーザーキャノン×2/パルスガン×2/サンダーキャノン×1/連装加速ビーム砲×1/電磁砲×1/プラズマキャノン×1/連装パルスビーム砲×1/ビームキャノン×1/レールキャノン×1/ショットガン×1/加速衝撃砲×1/ビームライフル×2/3連速射砲×1）×1 超電磁シールドホーン×24 エネルギーチャージャー×1 3Dレーダー×1 冷却用放熱口×4 後方警戒レーダー×1 |
| 必殺技                    | ハイパーローリングサンダー(新データ) |

ヘリック共和国軍がガイロス帝国（暗黒軍）の繰り出す強力なゾイドに対抗するために開発したアンキロサウルス型ゾイド。十数種類ものタイプの違う砲を全て組み合わせたハイパーローリングキャノンを装備し、「史上最強の砲撃ゾイド」とも云われる。攻、防ともに優れ、かつ最新鋭のレーダーを有するガンブラスターは共和国陸戦部隊の要として機能するゾイドである。
第一次大陸間戦争における共和国軍の第一次暗黒大陸上陸作戦での失敗を教訓に、第二次暗黒大陸上陸作戦の際に新戦力として実戦投入され、暗黒大陸上陸に貢献。第二次大陸間戦争ではエレファンダーとの戦闘を教訓に、共和国技術部の手によって復活し、再び戦線に加わった。
武装・装備
（旧）は第一次大陸間戦争時（第1期）の呼称。（新）は第二次大陸間戦争時代（第2期）の呼称。
ハイパーローリングキャノン
ガンブラスターの背部に装備される主砲。
最大限までエネルギーを増幅し放たれる3基の3連式回転砲などの合計20門からなるハイパーローリングキャノンの砲撃は、各ビームの周波数を変更することでいかなるEシールドをもすり抜け、至近距離では巨大ゾイドさえも簡単に撃ち抜くほどの絶大な威力を持つ。
第一次大陸間戦争時は「黄金砲」とも呼ばれ、秒間1000発の斉射を3000連発浴びせる威力はダークホーン、改造アイアンコング、改造デスザウラーといった機体を一撃で撃破して見せた。
第二次大陸間戦争時代においては「ハイパーローリングサンダー」と呼ばれる一斉射撃を得たが、使用直後は冷却を必要とし、一時的に機能が低下する弱点も発生している。
超電磁シールドホーン
機体側面から突き出る24本の角。超電磁シールドを発生させることで敵の攻撃を防ぐことが可能で、この超電磁シールドは第二次大陸間戦争時においてはジェノザウラー級の荷電粒子砲の直撃に10秒以上耐えれるほどの防御性能を持つ。第一次大陸間戦争においてはブラックコングのビームスマッシャーを一度は防ぐが、直後にシールドがダウンしている。また、グランチャーのジャミングウェーブに干渉してその影響力を半減させる効果もあった
エネルギーチャージャー
機体背部に備える。
3Dセンサー（旧） / 3Dレーダー（新）
頭部の角部。
冷却用放熱口
機体四肢に備える。
後方警戒レーダー
ガンブラスターの尾部に装備される。
エレクトロンバイトファング（新）
口部に搭載。鋭利な牙となっており、敵機を噛砕する。

### キット（ガンブラスター）
キットは、単三電池1本で駆動される。動力部は、歩行ギミック用の1軸のほか、上方に連動ギミック用の出力軸1つを持つ。腰に設けられた板状の部品が動力スイッチとなっており、これを前後させることでモーターのオン・オフが切り替えられる。歩行ギミックは、後脚のみが直接駆動され、前脚はこれに追随して往復運動をするゼンマイゾイドに近い形式で、その歩行に連動して背部ローリングキャノンの回転（上部の3軸のみ）および左前脚からのリンクにより駆動される（よって歩行と同周期の）下顎の開閉。手動ギミックは、頭部コクピットハッチの開閉のみ。この時期の新規ゾイドは専用改造パーツ接続用の「パワーコネクタ」および戦闘力表示用のプレート型パーツ「パワーエンブレム」を揃って備えているのが通常であったが、本キットはシリーズ唯一、コネクタを持たずエンブレムのみを備えた商品であった。
RPZ-11 ガンブラスター
1989年7月発売。キットのカラーリングは、本体外装部が青と白、角と四肢の爪が銀、目と砲身が「黄金砲」の名の通り金めっき。
RZ-52 ガンブラスター
2001年9月発売。本体外装部が濃淡二色の青、角と四肢の爪が金、砲身がジャーマングレイ、目はオレンジの塗装済みパーツとなった。背部の動力パイプも省略され、バッテリーのカバーもネジ止め式に変更されている。

### 作中の活躍（ガンブラスター）
ゾイドバトルストーリー
『ゾイドバトルストーリー』（小学館）
『新ゾイドバトルストーリー』から登場。ZAC2052年6月、第一次大陸間戦争の第二次暗黒大陸上陸作戦にて、空軍少尉クルーガが操縦する本機は、暗黒大陸でハイパーローリングキャノンを駆使して初戦で10台ものデッドボーダー小隊を瞬時に撃破、次々と襲いかかるガイロスゾイドを蜂の巣にして共和国軍の進路を開く。
暗黒軍秘密基地での戦闘では超電磁シールドを破壊されながらも、ブラックコングが放つビームスマッシャーを防ぎ、ブラックコングを撃破する。
ZAC2053年10月、ギル・ベイダーの共和国空襲で空軍大尉グラハムが搭乗する。ギルベイダーに対空砲撃を行ったが、部下であるクルーガが乗るサラマンダーF²がギルベイダーに随行していたレドラーに背後を取られたため、レドラーに照準を変更した。その隙を見逃さなかったギルベイダーのビームスマッシャーによって機体を両断され、グラハム大尉は戦死した。
『ゾイドバトルストーリー』（学年誌掲載版）
ガンブラスターを開発中の小島の秘密工場が暗黒軍に襲撃され、初陣を迎えている。工場守備隊と救援部隊が必至の防戦をしている間に完成したとされる
『ゾイド公式ファンブック』（小学館）
『ゾイド公式ファンブック3』より登場。ZAC2101年8月、ニクス大陸ウィグリド平原において鉄竜騎兵団（アイゼンドラグーン）と遭遇し危機に陥った閃光師団（レイフォース）の増援のためサラマンダー・カーゴに運搬されて駆けつける。そしてバーサークフューラーのEシールドをハイパーローリングキャノンで無力化し、バーサークフューラー本体にダメージを与えることで逆転のきっかけを作った。
『ゾイド公式ファンブック4』においては、ZAC2101年12月の鉄竜騎兵団の中央大陸進出で防衛戦に出た機体がダークスパイナーと、シュトゥルムフューラーに撃破されている。
『ゾイドオフィシャルファンブックEX』（トミー）
ZAC2106年早春にクック要塞の突入作戦で持ち前の20連砲を生かし活躍した。
ゲーム
『ゾイドバトルカードゲーム』
ブースターパックVol.4（2001年3月発売）において、RZシリーズのキット発売に先駆けて収録。ボディのカラーは1989年のRPZ-11と同様だが、砲身がライトグレーとなった独自のカラーとなっている。この収録カードは「全力掃射」と呼ばれる特殊能力を有するカードとなっていた。なお、このカードのスチル写真は後にバトルストーリーに転用されている。一方で、同カードゲームにおいてRZ-52と同色のカードは2001年9月に発売された同キットの初回限定特典として付属した。
『ZOIDS FIELD OF REBELLION』
プレイヤーが使える中型ゾイドとして登場。ゲームはZOIDS concept artの世界観をベースにしているが、従来のキットをほぼ踏襲するデザインで実装されておりRPZ-11版とRZ-52版のどちらのカラーも用意されていた。作中では共和国軍で鬼指揮官と呼ばれていた元軍人ローガン・ヘイムダールが乗機としている。

### バリエーション（ガンブラスター）
アルトブラスター
| アルトブラスター | アルトブラスター   |
| ---------------- | ------------------ |
| 所属             | ヘリック共和国     |
| 分類             | アンキロサウルス型 |

新ゾイドバトルストーリーの改造機。二足歩行に改造されており、機動性が向上している。前脚の爪によって格闘戦も可能。主な任務は後方からの支援砲撃となる。
初出は小学館「小学三年生」1989年11月号。同誌掲載時では対空砲撃用の改造機とされていた。
作中の活躍
ギルベイダーによる共和国首都空襲の際に活躍。対空砲撃によって護衛のレドラーを全機撃ち落とし、砲撃によってギルベイダーに回避運動を強要させてエネルギー切れを誘った。最終的にビームスマッシャーで撃破されたものの、ギルベイダーを暗黒大陸帰還へと追い込んでいる。
都市守備隊仕様
| ガンブラスター 都市守備隊仕様 | ガンブラスター 都市守備隊仕様 |
| ----------------------------- | ----------------------------- |
| 所属                          | ヘリック共和国                |
| 分類                          | アンキロサウルス型            |

電撃ホビーマガジン2001年12月号に掲載された改造ガンブラスター。機動力が低いガンブラスターをより有効に運用すべく、侵攻してくる敵に対する待ち伏せ戦術のために都市迷彩を施した。ハイパーローリングキャノン部に簡易装甲としても機能する擬装カバーを取り付けてあり、戦闘時には炸薬によってパージする。共和国本土に配備されており、都市部での有視界戦闘における伏撃で戦果をあげた。
カノンブラスター
『小学三年生』2001年11月号、『小学四年生』2001年11月号掲載。ガンブラスターにカノントータスの主砲部一式や大口径ビームキャノンを積載している。
漫画『ゾイドバトラー雷牙』ではヘルズゲートの戦いで活躍。フィールドに仕掛けられていたワイヤーの罠でライガーゼロパンツァーを捕縛し、一斉射で撃破した。
ガンブラックス
| ガンブラックス | ガンブラックス |
| -------------- | -------------- |
| 全長           | 20.6m          |
| 全高           | 9.4m           |
| 重量           | 141t           |
| 最高速度       | 121km/h        |

『小学五年生』2001年12月号、『小学六年生』2001年11月号に掲載。ガンブラスターにゴジュラスキャノンやライガーゼロスクスのパーツ（エレクトロンドライバー、およびその放熱フィン）を取り付けている。

## グスタフ
| グスタフ GUSTAV  | グスタフ GUSTAV |
| ---------------- | --- |
| 番号             | RPZ-02（旧） |
| 所属             | ヘリック共和国 ゼネバス帝国 ガイロス帝国 民間 チーム・マッハストーム（フューザーズ） ディガルド武国（ジェネシス） ディガルド討伐軍（ジェネシス）                                                                           |
| 配備数           | 1000機(ヘリック共和国軍・ZAC2100年秋時点) 6000機(ガイロス帝国軍・ZAC2100年秋時点) |
| 分類             | 昆虫型 ダンゴムシ型 |
| ロールアウト     | ZAC2034年 |
| 全長             | 14.76m（本体） 7.29m（トレーラー1基） |
| 全高             | 9.36m（本体） 2.5m（トレーラー1基） |
| 全幅             | 8.28m |
| 重量             | 68t（本体） 21t（トレーラー1基） |
| 最大牽引力       | 250t |
| 最高速度         | 135km/h（本体） 50km/h（最大重量積載時・平地） |
| 乗員人数         | 1名 |
| 主な搭乗者       | ハルド（フューザーズ） スイート（フューザーズ） ヤクゥ（ジェネシス） ジンゴ（ジェネシス） |
| 武装 装備 （旧） | 全方位レーダー 爆発物探知センサー |
| 武装 装備 （新） | GPS複合センサー 耐衝撃シェルアーマー ランドマインディテクター×2 トラクションプラットホーム×2 （以下トラクションプラットホーム上に設置） オペレーションアーム ウェルドアーム リフュエルタワー エレベータービークル キャリア |

輸送用の昆虫型ゾイド。中央大陸戦争時、戦争の長期化に伴い、大型の輸送用ゾイドが必要となったことから導入がなされた。ベースとなった野生体は性格の大人しさと機動力の低さから、戦闘の不向きなゾイドとされていた。しかしながら、実戦テストでは高い生還率を発揮し、輸送用ゾイドへと改造された。輸送ゾイドとして共和国・帝国・民間を問わず幅広く採用されており、装甲は野生体のころよりも強化、コクピットも攻撃を受けにくいよう低く配置されている。ただし、武装が施されていないため、敵機の攻撃によって犠牲になる機体も多い。第一次大陸間戦争期のZAC2051～2054年ごろには第一線を退く。第二次大陸間戦争(ZAC2099～)ではヘリック共和国軍、ガイロス帝国軍双方で運用されている。
装備
（旧）は中央大陸戦争時（第1期）の呼称。（新）は第二次大陸間戦争時代（第2期）の呼称。
全方位レーダー（旧） / GPS複合センサー（新）
機体上部に設置される。あらゆる方向からの情報を捕捉することが可能なレーダー。
爆発物探知センサー（旧） / ランドマインディテクター（新）
グスタフの触覚部。地中の状況を感知し、地雷の発見や処理を行う。
耐衝撃シェルアーマー（新）
グスタフの装甲部。レッドホーンよりも10mm厚い48mmの装甲厚を持ち、かつ曲面仕上げであることからミサイルを跳ね返し弾頭をスリップさせる防御力を誇る。
トラクションプラットホーム（新）
グスタフに牽引されるトレーラー。車輪部は無限軌道を採用し、高い走破性を誇る。
小型ゾイドなら数体、大型ゾイド一体を乗せて運搬出来る他、各種アームなどを取り付けて臨時の移動ドックとしても機能する。グスタフはノーマルでは武器を持たない機体だが、ここに兵装を積載すれば戦闘ゾイドとして機能する可能性も存在する。さらには大型砲塔を取り付けた戦闘タイプとしての運用も検討されている。
グスタフ野生体
グスタフの改造ベースとなったゾイドは、惑星Ziに存在するあらゆる生物の中でもとりわけ高い外殻の堅牢さを有しているとされる。攻撃を受けると身を丸く固めて動かなくなる大人しい性格をしているが、外殻の堅さと砂漠・岩場を選ばない多足昆虫型である点が決め手となり、輸送用機体のベースとなった

### キット（グスタフ）
レッドホーンと同型の単三電池1本で稼働する動力部を持ち、タイヤで走行する。連動ギミックは、前輪のカムから駆動される外殻の伸縮および触角の上下動、ならびに動力部上面の出力軸によるアンテナの旋回。新シリーズのキットではムンベイ仕様としてカラーリングを変更したもののみ発売されている。
キットはタイヤで走行しているため、非常に牽引力が強い。トレーラー部分はディオラマベースセットからの流用部品であるパネルベースを中心に、キャタピラ（見た目だけで実際は裏側に車輪を備える）パーツと連結器という組み合わせの物が2セット分付属している。ここに乗せればウルトラザウルスでも運ぶことができる。手動ギミックは頭部キャノピーの開閉のみ。
RPZ-2 グスタフ
1986年4月発売。カラーリングは装甲がグレー、パネルベースがダークグレー、その他の部品がダークグリーン、キャノピーはクリアオレンジ。初期の広告やカタログではパネル部分がディオラマセットと同じ色をしていた。
Zi-025 グスタフ（ムンベイ仕様）
2000年1月発売。旧シリーズのキットではトレーラーのみ付属していたが、新シリーズではかつてDZ-02 ディオラマベース（ファクトリーベース）用パーツとして付属していた各種メンテナンスアームが新たに追加されている、さらに、当時はアニメに合わせパイロットのムンベイの他、バン、フィーネ、ジークといった各種アニメキャラのフィギュアも同梱されていた。
カラーリングは装甲が赤、パネルベースがオレンジ、メンテナンス部品がシルバー、その他の部品がライトグリーン、キャノピーはクリアオレンジ。

### 作中での活躍（グスタフ）
バトルストーリー
バトルストーリーではもっぱらゾイドを輸送する縁の下の力持ち扱いであり、戦闘用ゾイドではないことから、活躍の機会はほとんど無いが、それでもゾイドの輸送の他にも、資材や弾薬などの補給物資を運ぶ重要な任務をこなしている。
ゼネバス帝国滅亡時には、帝国グスタフがゼネバス専用デスザウラーを運搬するシーンがある。
アニメ
『ゾイド-ZOIDS-』
グスタフそのものはバトルストーリー版同様に共和国・帝国・民間で幅広く使用されており、作中登場するグスタフはムンベイ仕様機を除けば概ね装甲部分が白色の機体が主流となっている。
『ゾイド新世紀スラッシュゼロ』
ゾイドウォーリアーの多くは、ゾイドの運搬用に運用している。
『ゾイドフューザーズ』
ヒロインのスイートが使用する機体が登場。
『ゾイドジェネシス』
討伐軍、ディガルド軍両方が使用する機体が登場。ソラノヒトのヤクゥとゾイド修理屋のジンゴが使用し、前者は討伐軍に様々な武器を提供し、後者は最終決戦でラ・カンのソードウルフを決戦地へと運んだ。
ゲーム
『ゾイド 中央大陸の戦い』『ゾイド2 ゼネバスの逆襲』
バトル用のゾイド（プレイアブルキャラクター）ではなく、サポートキャラ（前者ではアイテム扱い）として登場。別のアイテムと組み合わせて海などを渡ることもできる。
『ゾイド -ZOIDS- 邪神復活!〜ジェノブレイカー編〜』
中型ゾイドとして登場。通常タイプを含めて全4種類。
『ZOIDS 帝国VS共和国 メカ生体の遺伝子』『ZOIDS2 ヘリック共和国VSガイロス帝国』
共和国・帝国の両方で入手できるユニットとして登場。
「ZOIDS SAGAシリーズ」
主人公パーティがフィールドを移動する時に使う輸送ゾイドとしてグスタフが登場。『SAGA』『SAGA II』『SAGA DS』では赤いグスタフを、『SAGA FUZORS』では灰色（通常カラー）のグスタフを主人公パーティが使用する。他勢力が使う場合は別のカラーバリエーションの場合もある。
「ZOIDS VS.シリーズ」
ムンベイ専用機の赤いグスタフが登場。バリエーション機体は無いが、スロットに自由に武器を装備することは可能。通常のグスタフは未実装。
『ゾイドタクティクス』
グスタフMVとグスタフEMが登場。通常のグスタフは未実装。
『ZOIDS Material Hunters』
ZOIDS concept art版のアレンジデザインで登場する。設定解説でも原作通りに「輸送用メカ」と紹介されるが、他のゾイドと同様にミッションで使える。

### バリエーション（グスタフ）
グスタフ　ムンベイ仕様
| グスタフ ムンベイ仕様 GUSTAV | グスタフ ムンベイ仕様 GUSTAV |
| ---------------------------- | --- |
| 番号                         | Zi-025 Zi-025MS |
| 所属                         | 中立 |
| 分類                         | 昆虫型 |
| 全長                         | 14.76m（本体） 7.29m（トレーラー1基） |
| 全高                         | 9.36m（本体） 2.5m（トレーラー1基） |
| 重量                         | 68t（本体） 21t（トレーラー1基） |
| 最大牽引力                   | 250t |
| 最高速度                     | 135km/h（本体） 50km/h（最大重量積載時・平地） |
| 乗員人数                     | 1名 |
| 主な搭乗者                   | ムンベイ（新、機獣新世紀、ゾイド -ZOIDS-） |
| 武装 装備 （新）             | GPS複合センサー 耐衝撃シェルアーマー ランドマインディテクター×2 トラクションプラットホーム×2 （以下トラクションプラットホーム上に設置） オペレーションアーム ウェルドアーム リフュエルタワー エレベータービークル キャリア |

フリーの運び屋ムンベイの乗機。内部回路のバイパスに改造が加えられており、通常機よりも回復能力が高い。その自己修復能力は通常機の数倍に及ぶとする媒体もみられる。
アニメ『ゾイド -ZOIDS-』ではコックピットが複座、装甲部に格納式の火器を装備したりと、さらに独自の改造が加えられている。体当たりでレブラプターを撃破するシーンもあった。
機体呼称は媒体によって表記ゆれが見られ、「グスタフ・ムンベイ仕様」のほか、「グスタフMS」とするものや、「グスタフMV」と記述するものもみられる。
新ムンベイ仕様
アニメ第44話でジェノザウラーRの荷電粒子砲を真横から受け装甲を損壊したことから、第47話以降は荷電粒子砲を受けた個所が修復され、一部装甲がホワイトとなっている放送当時の公式サイトでは区分のため、こちらは「新ムンベイ仕様」とも呼称された。
作中での活躍
バトルストーリー
ZAC2100年4月におけるレッドラストの戦いで登場。制空権を握った共和国軍による帝国軍補給線への爆撃が相次ぐ中で、ムンベイが帝国軍からの輸送依頼を成功させている。
アニメ『ゾイド -ZOIDS-』
シールドライガーやコマンドウルフをトレーラーに載せ旅に同行した。第52話においてドクター・ディが開発した試作型ブースターを装着したが、ブースターの馬力が大きすぎたためか制御不能に陥り、崖に衝突している。この状態をムンベイは「グスタフエボリューション」と命名している。
漫画『機獣新世紀ZOIDS』
こちらにおけるムンベイの乗機は「タルタル」という呼称で登場、スクラップ寸前だった物をムンベイ自身が復活させたもの。
ゲーム
『ゾイド -ZOIDS- 邪神復活!〜ジェノブレイカー編〜』ではムンベイと共にイベントで仲間に加わる。通常タイプより装備が良いという設定で、初期装備のウェポンラックにバルカン砲が追加されている。
「ZOIDS VS.シリーズ」では「グスタフ」の名称で、『ゾイドタクティクス』では「グスタフMV」の名称で登場。両作ともムンベイと併せて実装されている（ただし、「VS.シリーズ」ではストーリーには関係しない）。
移動トーチカ
| 移動トーチカ | 移動トーチカ                                                    |
| ------------ | --------------------------------------------------------------- |
| 所属         | ヘリック共和国                                                  |
| 分類         | 昆虫型                                                          |
| 武装 装備    | 防弾スカート 煙幕ノズル スコープ 衝撃砲 ロケット弾 大型キャノン |

『RPZ-02グスタフ』パッケージ裏に掲載された改造バリエーション。ボディに大小様々な砲を装備している。
ゲーム『ゾイド -ZOIDS- 邪神復活!〜ジェノブレイカー編〜』でも同様の名称で登場。移動トーチカの名前の通り、移動砲台として扱われている。
戦闘回収車仕様
『RPZ-02グスタフ』パッケージ裏に掲載された改造バリエーション。前部にドーザーブレード、背部にクレーンを装備し、前線で陣地構築や味方の回収に従事する。
改修車
広告「ゾイド通信」に掲載された改造バリエーション。機体後部にクレーンを装備し前線で改修作業が行える。機体色はセールカラーが施されている。
共和国仕様
広告「ゾイド通信」に掲載された迷彩バリエーションの一つ。ダークイエローとダークグリーンで塗装されている。
帝国仕様
広告「ゾイド通信」に掲載された迷彩バリエーションの一つ。サンディブラウンとグレーで塗装されている。
フォート・グスタフ
学年誌『小学三年生』に掲載された改造バリエーション。本体部に各種火器やミサイルを増設。トレーラーは砲台を積載している。
トレーラーを切り離したグスタフが前進し、トレーラーが後方の敵を迎撃する戦法を得意とする。
ディヴュステドラケン
電撃ホビーマガジン2001年10月号に掲載された改造バリエーション。ヤゴをモチーフにしており、頭部以外のボディ部は6足の新型に変更されている。ノーマルグスタフ同様トレーラーを牽引することが可能で、稼働時間の短いSSゾイドの輸送と作戦拠点として作られた機体で、大型の輸送ゾイドにプランがシフトしたため量産化されることはなかったとされる。
グスタフEM
『ゾイドタクティクス』に登場するグスタフのガイロス帝国軍仕様。耐衝撃シェルアーマーのカラーが紫・本体部のカラーが濃グレー・キャノピーが緑に変更されている。鹵獲機ではなく制式採用されている輸送ゾイド。
帝国軍スーパーアンビュランス仕様
アニメ『ゾイド -ZOIDS-』第14話冒頭で登場。共和国軍・クロノス砦の自爆作戦によって発生した傷病兵を運んだ。
帝国軍ゾイドコア回収車
アニメ『ゾイド -ZOIDS-』第26話で登場。クレーン格納コンテナを持ち、防護服を着た乗組員が搭乗する。レイヴン（ジェノザウラー）が撃破したゾイドのコアを回収した。
キャンピング仕様
アニメ『ゾイド -ZOIDS-』第35話で登場。荷台部分に宿泊施設を積載している。古代遺跡探索のためドクター・ディとフィーネが搭乗していたが、ステルスバイパーの襲撃を受け荷台部分が損壊した。
共和国軍クレーン付仕様
アニメ『ゾイド -ZOIDS-』第36話登場。GPS複合センサー部分がクレーンアームに変更されている。カニンガムが使用したが、共謀犯のドーセットと合流した先でバンに見つかり足回りを破壊されている。
帝国軍ゾイド運搬用コンテナ仕様
アニメ『ゾイド -ZOIDS-』第39話で登場。大型コンテナを2基牽引しており、トーマが作戦に使用した。
共和国軍水上仕様
アニメ『ゾイド -ZOIDS-』第46話登場。機体底面にフロートらしきものを装着し、トレーラー部分もデッキのように改変されている。レムリア島への旅行の際にドクター・ディやバンたちが使用した。

## クァッドライガー
2002年にトミー・ゾイド公式サイト「ゾイド妄想ファイル」にて公開されていたオリジナルデザインゾイド。ゾイドコレクションにおいて2003年にラインナップされている。

## ダークスパイナー
| ダークスパイナー DARK SPINER | ダークスパイナー DARK SPINER |
| ---------------------------- | --- |
| 番号                         | EZ-060（ガイロス帝国・ネオゼネバス帝国） |
| 所属                         | ガイロス帝国軍・鉄竜騎兵団 ネオゼネバス帝国 チーム・ドラールス（フューザーズ）                                                                                                |
| 分類                         | スピノサウルス型 |
| 全長                         | 22.3m |
| 全高                         | 16.6m |
| 重量                         | 118.0t |
| 最高速度                     | 240.0km/h |
| 乗員人数                     | 1名 |
| 主な搭乗者                   | ジーニアス・デルタロス(ZBCG) マロイ（フューザーズ） |
| 武装 装備                    | エレクトロンファング ストライクレーザークロー×2 ストライククロー×2 ジャミングブレード AZ144mmマシンガン×2 2連装キャノン 2連装キャノン×2 ストライクスマッシュテイル アンカー×2 |

スピノサウルス型電子戦ゾイド。元々は強力な電子戦用ゾイドである「プロトスピノ」として設計されていた。だが、技術陣は野生体が持つコア出力を索敵用の電子戦装備とするのは相応しく無いと判断。さらにバーサークフューラー開発時のノウハウをも取り入れ、高い戦闘能力と電子攻撃能力を持つゾイドへと仕様変更される。
ジャミングウェーブ発生能力は当時の共和国軍では対抗手段が無く、3年間にわたって無敵時代を作り上げたほどである。機体そのものの戦闘力も高く、こと格闘能力においてはジェノザウラーと同等の水準を誇り、装備が同一であればバーサークフューラーと互角に戦うことも可能なスペックを持つ。また、機体背部のウェポンラックはCZS（コンビネーションゾイドシステム）と呼ばれるSSゾイドとの合体機構を持ち、これによってキラードームと連動することも可能となっている。
武装・装備
ジャミングブレード
背部に装備される。ディメトロドンの技術フィードバックによって開発された。ここからジャミングウェーブを発生させることが可能で、ゾイドコアから発せられる強力なエネルギーを電磁波へと変換し放射することでゾイドに搭載された近代電子機器を攻撃する。その威力は、機体前方に磁場の壁を発生させるほどの高出力を有し、グランチャーに搭載されたそれのように操縦系統を狂わせるだけに留まらず、ダミーの制御データを送り込むことによって敵ゾイドを自機の支配下に置くことさえ可能としている。
ジャミングエリアに入るだけで高速ゾイドはその機動性を失い、ケーニッヒウルフのような完全野生ゾイドをコントロールすることも可能。このジャミングウェーブ発射のため、アンカーや放熱スリットを展開するジャミングモードを備える。
さらには大型火器搭載ゾイドのロングレンジ攻撃さえもジャミングによって無効化し、キメラブロックスの司令機として運用できるなど、その電子戦能力は攻撃用に留まらず多用途に運用できる。
ただし、後にゴジュラスギガのように古代チタニウム装甲や内部の遮断回路の併用、さらなる妨害電波によってジャミングウェーブを無効化するゴルヘックスなどによって対抗手段がとられている。機体の回路に絶縁体処理を施すことで対処も可能だが、これは既存機体に行うにはコストがかかるため、共和国軍においては却下されている。
エレクトロンファング
ダークスパイナーの牙部。小型ゾイドを装甲ごと噛砕する威力を持つ。
ストライクレーザークロー
ダークスパイナーの前脚爪部。
ストライククロー
ダークスパイナーの後脚爪部。
AZ144mmマシンガン
肩部に装備される。実弾を超高速で発射し、敵機を攻撃する兵装。
ガンブラスター級のゾイドを貫通できるほどの威力を有する。
2連装キャノン
腹部に一基、ジャミングブレードに二基の計三基装備される。
うちジャミングブレードに装備されたものは対空攻撃用の装備として機能する。
ストライクスマッシュテイル
ダークスパイナーの尾部。鞭のようにしなることで打撃兵装となり、大型ゾイドを吹き飛ばす威力を誇る。
ジャミングウェーブ発射の際は放熱のため装甲が展開する。
アンカー
踵部に装備。ジャミングウェーブ発射の際は耐衝撃のため展開される。
スピノサウルス型ゾイド
スピノサウルス型野生体は南エウロペ大陸に生息する種であり、特徴的なヒレを背中に持つ。強い顎と牙を持ち、ティラノサウルス型野生体とともに惑星Ziの恐竜型ゾイドにおいて頂点に君臨する。
ダークスパイナーのベースとなったのはこの野生体であり、その開発の際には強い闘争本能を尊重した設計を行い、鉄竜騎兵団（アイゼンドラグーン）のエースパイロットが搭乗することを前提としている。
この野生体はスピノサパーにも導入されたが、こちらは操縦性と工兵としての運用を考慮し、その闘争本能や戦闘力には制限を設けているために野生体のような特別な個体は必ずしも必要としない。また、ダークスパイナーにおいては特に大型の野生体を用いることによって機体は二回り大型化している。
CZS（コンビネーションゾイドシステム）
ダークスパイナーの背部に採用されたSSゾイドとの合体機構。CASの延長線上にある技術であり、第一次大陸間戦争時代に運用されていたTFゾイドの設計思想を発展された機体群となる。当初はバーサークフューラー用のものも試作されていたが、同機はCZSによるオプションを必要しないほど性能が高かったため、ダークスパイナーの開発時に再度着目される形となった。ダークスパイナーに採用されたCZSゾイドはダークスパイナーの火力不足を補うものであり、増加装備を担うキラードーム自体が元々電子戦用として開発されていたことから、両機の親和性は高かったとされる。

### キット（ダークスパイナー）
単四電池2本で稼働、腹部にネジ付きのバッテリーボックスがある。
キットは歩行と背ビレのアクションがメインで、重心により尾を左右に振りつつ脚部用駆回転軸からクランクを伝達し手を上下に動かし、口を開閉しながら歩行する。脚の関節部分に切り替えスイッチが入っており、一端電源を切り脚の股関節を回転させるとモーターボックス内部のスプリングで固定されたギアの位置が変わり、足とそこから伝達する駆動がすべてカットされる。これによって背ビレだけを動かすジャミングモードに変形可能。尾・脚部の放熱装置も展開可能となっている。
しかし、ディメトロドンと違い背ビレの動きが独立していても干渉してぶつかる場合が多い。
キラードームと合体し、キラースパイナーになった際には、キラードームのレドームを回転させ、左右の鋏の開閉を行うアクションを見せる。
脚の関節スイッチによって動作を変えるというギミックは、本機の無敵時代を終わらせたゴジュラスギガに受け継がれた。
EZ-060 ダークスパイナー
2002年2月発売。
FZ-11 キラースパイナー
2004年9月発売。ダークスパイナーとキラードームをセットにしたうえで新規シールを付属したものがFZナンバーで発売。

### 製作エピソード（ダークスパイナー）
企画開発はトミーの奥津正道によって行われた。奥津はインタビューに際し、自身がトミー入社以前にアパレル関係の職に就いていたことから既存のゾイドとは異なるカラーリングを意識したと語っている。

### 作中での活躍（ダークスパイナー）
バトルストーリー
『ゾイド公式ファンブック』（小学館）
『ゾイド公式ファンブック4』にて登場。作中ではZAC2101年12月のプロイツェンの反乱を契機として開始された中央大陸侵攻において初陣を飾った。
立ち向かう共和国ゾイドはジャミングウェーブによってコントロールを奪われ、キラードームと合体したキラースパイナーの攻撃の前にも一方的に敗れ去った。
『ゾイドオフィシャルファンブック・エクストラ』（トミー）
2105年秋には7機のスパイナーがステルススティンガー、サックスティンガーと共に建造中のゴジュラスギガを擁する基地を襲撃したが、防衛に現れたゴジュラスジ・オーガに阻まれ、襲撃したスパイナー全てが破壊されている。
ZAC2106年厳冬期にはゴルヘックスと交戦した機体が敵機の自爆の末撃破されている。
ゾイドフューザーズ
アニメ『ゾイドフューザーズ』ではチーム・ドラールスのマロイが搭乗。EZ仕様では背びれ後端に設置されていた2連装キャノンが、こちらでは尾部付け根に移設されている。ラトルの搭乗するキラードームとのZiユニゾン（合体）によってキラースパイナーとなる。キラースパイナーは初戦では三体のブレードライガーBIを単機で圧倒し、数と知略で攻めるマッハストームのRDたちも追い詰めたがユニゾンの制限時間という弱点を突かれて引き分けになった。しかし、第7話ではセイバータイガーホロテックになす術もなく倒されるという意外な敗北を喫することもあった。ユニゾン時にはドームから全方位のEシールドを張ったり、ジャイアントグラブをロケットアンカーのように放つことが出来る。ちなみに本作品ではダークスパイナー最大の特徴であるジャミングウェーブは一切使用されていない。
第23話では新市長リヒターの意向で新たに治安局に導入されたキメラブロックスのデモンストレーションのために破壊されたダークスパイナーも居たが、この機体がドラールス兄弟のものであったかは不明。
漫画
WEBコミック『バックスvsマヤ』では、マッドサンダーを共和国・帝国の両部隊もろとも抹殺しようと企むプロイツェンの秘密兵器として登場。
ジャミングウェーブによって両軍のゾイドの動きを封じ、機体内部に強力な「ギガフォント爆弾」を内蔵し自爆を目論む。無人制御ながらも高い戦闘能力を発揮し、バックスのケーニッヒウルフとマヤのライガーゼロイクスを苦しめたが、二人の共闘により撃破。ギガフォント爆弾による自爆もマッドサンダーが盾となったことにより、自機だけが爆散した。
ヘビーアームズケーニッヒウルフ付属妄想戦記では黒と赤を基調にした機体がヘビーアームズケーニッヒウルフやデザートライガーらと交戦。コアとジャミングウェーブの威力に個体差が存在することが語られている。
『ZOIDS惑星Zi』ではプラチが搭乗。ジャミングウェーブによってケーニッヒウルフとライガーゼロイクスを苦しめるが、ライガーゼロイクスの精密射撃によって撃破された。本作品では、頭部コックピット部分が自走式の脱出装置としての機能を有していた。
ゲーム
ゲームでは『ZOIDS2 ヘリック共和国VSガイロス帝国』に初登場。兄弟機であるバーサークフューラーと共通のモーションが多く、攻防共に優れたゾイドだったが、ジャミングウェーブの能力は無い（電子ゾイドとして機能しない）。
また帝国側のルートでは、体力増加パーツ無装備の状態で体力が通常機の2.5倍もの強化改造がなされたボス機体が登場する。因みに体力増加パーツ全装備することで一応それらしい物が再現可能。
「ZOIDS VS.シリーズ」では第一作から登場。VS.IIではオープニングムービーに登場し、バーサークフューラー、ライガーゼロイクスと肩を並べ、スナイプマスター部隊と交戦。ゲーム中では他のジェノ系・フューラー系の機体同様にホバリングで移動していた。VS.IIIでは自らの足で走るようになった。同シリーズでは、ジャミングウェーブはただのビーム兵器として扱われている。『VS.II』では、キラースパイナー（ダークスパイナーKD）も登場。
『ZOIDS SAGA』では『ダークスパイナーDCS』と呼ばれる機体のZiデータが収録。だが、ゲーム中に開発ベースとなるダークスパイナーのZiデータと、専用ゾイドコアが入っていないためにこの機体は作ることが出来ない幻のゾイドとなってしまっている。『ダークスパイナーDCS』の外観は後述するスピノスパイナーのデザインを踏襲している。
『ゾイドバトルカードゲーム』ではRZ版キット付属カードとブースターパック収録カードで登場。キット付属版カードは「ジャミングウォール」と呼ばれる敵の命中判定を低下させる効果を有していた。ブースターパック付属版カードでは「ジャミングウェーブ」は敵命中率の低下と行動を麻痺させる能力として再現されている。
現時点では、ジャミングウェーブ能力を完全再現したゲーム作品は無い。
玩具宣伝映像
2001年に店頭放送されたプロモーションビデオ「ZOIDS The IRON BIBLE vol.00」に登場。スナイプマスターらと激戦を繰り広げた。なお、このPVにおいてジャミングブレードからシールドのような物を発生。スナイプマスターの銃撃を屈曲させるシーンが存在する。後にこのPV映像は編集され、テレビCMとして放送。このPVはゲームソフト『ZOIDS VS』発売の折に抽選500名の懸賞品として配布されている。

### バリエーション（ダークスパイナー）
キラースパイナー
| キラースパイナー KILLER SPINER | キラースパイナー KILLER SPINER |
| ------------------------------ | --- |
| 番号                           | 設定なし(ネオゼネバス帝国 / ガイロス帝国) FZ-011（フューザーズ） |
| 所属                           | ネオゼネバス帝国 ガイロス帝国軍・鉄竜騎兵団 チーム・ドラールス（フューザーズ） |
| 分類                           | スピノサウルス／カニ型 |
| 全長                           | 22.3m |
| 全高                           | 12.6m |
| 重量                           | 148.0t |
| 最高速度                       | 180.0km/h |
| 乗員人数                       | 2名 |
| 主な搭乗者                     | マロイ（フューザーズ） ラトル（フューザーズ） |
| 武装 装備                      | エレクトロンファング ストライクレーザークロー×2 ストライククロー×2 2連装キャノン ストライクスマッシュテイル アンカー×2 ジャイアントグラブ×2 ガトリング砲×2 レーザーキャノン砲×2 AZパルスレーザー砲×8 3D電子式レーダー レーザーセンサー×4 |

ダークスパイナーのジャミングブレードを外してキラードームと合体した形態。本来は小型ゾイドとしての攻撃力しか持たないキラードームの武器だが、合体によって出力が向上し大型ゾイドをも破壊する威力を発揮する。
媒体によって表記揺れが存在し、『VS.II』では『ダークスパイナーKD』という名称で登場。
武装・装備
2連装キャノン
ダークスパイナー部分の腹部に装備する。
ジャミングブレード部に設置した二基の同装備は合体時に背ビレ部ごとオミットする合体パターンと、尻尾部のハードポイントに取り付けるパターンが存在する。
レーザーキャノン砲
ジャイアントクラブの側面に装備する。中距離用の大口径砲。
ジャイアントクラブ
キラードーム部の鋏。小型ゾイドを一撃で破壊する威力を有する。
レーザーセンサー
キラードーム部の甲羅に設置される。接近の察知や隠れた敵も見逃さない。
AZパルスレーザー砲
キラードーム部の甲羅に装備する。ドームの回転によって全方向に攻撃可能。
3D電子式レーダー
キラードーム部の甲羅。重装甲とレーダーを兼ねる。
プロトスパイナー
電撃ホビーマガジン2002年5月号「SMACK ZOIDS」に掲載されたダークスパイナーのバリエーション。その名の通りダークスパイナーの開発において生み出された最初期機体。ディメトロドンの流れを汲む完全な支援用電子戦機であるが、本体に高いポテンシャルを持っていたため、後続のスパイナーでは戦闘用の装備がなされた。
スピノスパイナー
2002年店頭小冊子「ゾイドグラフィックスVol.3」、電撃ホビーマガジン2002年5月号「SMACK ZOIDS」に掲載されたダークスパイナーのバリエーション。
CZSの前駆となる換装機構「ドーサルウェポンシステム」が採用されており、背ビレ部を対空砲、ショーテル、レドームなどのオプションと交換可能な構造となっていた。画稿では背部に合体するサポート用の翼竜型SSゾイドも描かれている。
プロトスパイナー同様ダークスパイナー完成の過程にある機体であり、この段階では首、腕に伸縮機構を設け、フレームランチャーと呼ばれる装備を搭載していたとされるが、Ver.2以降のスパイナーでは省略されている。
スピノスパイナーVer.2
2002年店頭小冊子「ゾイドグラフィックスVol.3」、電撃ホビーマガジン2002年5月号「SMACK ZOIDS」に掲載されたダークスパイナーのバリエーション。スピノスパイナーに比べ、装甲が直線的なものに変更されている。背部にはSSゾイドが合体し、背ビレひとつひとつが全方位ビーム砲になるとされる。
このVer.2を経た後ウェポンラックと背ビレ形状を除いてほぼ完成形のVer.3が作られ、ダークスパイナーが誕生した。
シュトゥルムスパイナー
電撃ホビーマガジン2002年4月号に掲載された改造ダークスパイナー。配備数の少ないバーサークフューラーの穴を埋めるべく、ダークスパイナーにシュトゥルムユニットを搭載したもの。ダークスパイナー本体の持つポテンシャルも相まって、模擬戦ではバーサークフューラーに勝利する活躍を見せたという。
ダークスパイナーEVO
2002年店頭小冊子「ゾイドグラフィックスVol.3」、電撃ホビーマガジン2002年5月号「SMACK ZOIDS」に掲載されたバリエーション。シュトゥルムスパイナーのコンセプトをさらに発展させた性能向上機。デザインそのものはプロトスパイナー、スピノスパイナー、ver2とともにダークスパイナーの没案
スラストスパイナー
FZ-011 キラースパイナーのパッケージに掲載されたユニゾンバリエーション。ダークスパイナーとロードゲイルの合体。
ストームスパイナー
| ストームスパイナー | ストームスパイナー |
| ------------------ | ------------------ |
| 分類               | スピノサウルス型   |
| 全長               | 25.1m              |
| 全高               | 16.6m              |
| 重量               | 127.4t             |
| 最高速度           | 251.0km/h          |

『小学五年生』2002年4月号、『小学六年生』2002年4月号に掲載。ダークスパイナーにシュトゥルムユニットのパーツを組みつけた改造作例。
ツェアシュテーラー
| ツェアシュテーラー | ツェアシュテーラー |
| ------------------ | ------------------ |
| 分類               | スピノサウルス型   |
| 全長               | 22.3m              |
| 全高               | 16.6m              |
| 重量               | 118t               |
| 最高速度           | 240km/h            |
| 主な搭乗者         | ジャッカル         |

ゲーム「サイバードライブゾイド 機獣の戦士ヒュウ」に登場した機体。暗緑色の装甲と赤色のフレームを持つダークスパイナー。
企画段階においてはキラードームと合体した「シェアツェテーラー キラードームモード」も存在したが、没となっている。
パペットスパイナー
ホビージャパン誌記事「Let's ZOIDS ON」に掲載された改造作例。製作は初澤正博による。ダークスパイナーのジャミングウェーブは強力であったが、これをさらに強化した場合はパイロットへの身体的悪影響を及ぼす危惧があったことからダークスパイナーの発する電磁波を中継・増幅するブースターとして作られた無人機となる。
ジャミングウェーブの効果範囲拡大や複数の随伴機間による正確な立体位置把握とそれを利用した長距離射撃の命中率向上といった成果をあげたが、ダークスパイナーの個体数が限られていることや、コントロールシステムの高価さから試作機が数機作られたに留まっている。

## ディメトロドン
| ディメトロドン DIMETRODON | ディメトロドン DIMETRODON |
| ------------------------- | --- |
| 番号                      | EPZ-004（ゼネバス帝国） EZ-065（ネオゼネバス帝国） |
| 所属                      | ゼネバス帝国 ネオゼネバス帝国 |
| 分類                      | 恐竜型（旧） ディメトロドン型（新） |
| 全長                      | 22.3m |
| 全高                      | 12.6m |
| 全幅                      | 8.42m |
| 重量                      | 156.0t |
| 最高速度                  | 150.0km/h |
| 乗員人数                  | 1名 |
| 主な搭乗者                | キャプリ・コンラッド曹長 |
| 武装 装備 （旧）          | 接近戦用ビーム砲×2 高速キャノン砲×2 高圧濃硫酸噴射砲 全天候自己誘導ミサイルランチャー 全天候3Dレーダー 超高感度レーダー MAD磁気探知機 大型赤外線・レーザーサーチライト 爆発物探知センサー 各種探知システム |
| 武装 装備 （新）          | 全天候3Dレーダー 地対地ミサイルポッド 高圧濃硫酸噴射砲 赤外線レーザーサーチャー TEZ20mmリニアレーザーガン×2 チャフ・フレアディスペンサー×2 複合センサーユニット AEZ20mmリニアレーザーガン×2                |

中央大陸戦争時代、ゼネバス帝国が暗黒大陸に亡命中に開発したディメトロドン型電子戦ゾイド。背中の巨大な背びれは超高感度レーダーアンテナになっており、帝国軍の電子戦用ゾイドとして活躍。第一次大陸間戦争期のZAC2051～2054年ごろには第一線を退いた。
第二次大陸間戦争時代においても中央大陸をほぼ占領したネオゼネバス帝国によって、ゲリラ活動を行う共和国勢力を発見、駆逐する目的で再就役した。最新鋭型に交換されたレーダーと索敵技術を持って標的を探し出すとともに、中央大陸戦争時代同様の電波妨害も行う。さらにはキメラブロックスの司令機としても運用された。ただし電子戦に特化したゾイドであるためにディメトロドン自体の戦闘能力は低く、とりわけ格闘能力の貧弱さから同クラスの大型戦闘ゾイド相手の直接戦闘ではほとんど勝ち目がない。
武装・装備
(旧）は中央大陸戦争時代（第1期）の呼称、（新）は第二次大陸間戦争時代（第2期）の呼称。
接近戦用ビーム砲（旧） / TEZ20mmリニアレーザーガン（新）
喉部に装備する。レッドホーンと共通の装備。
本機では高圧濃硫酸噴射砲とともに対小型ゾイド用の装備として位置付けられる。
高速キャノン砲（旧） / AEZ20mmリニアレーザーガン（新）
尾部先端に装備。外形はレッドホーンが装備するAEZ20mmビームガンと同一だが、第二次大陸間戦争時代の本機ではリニアレーザーとなっている。
高圧濃硫酸噴射砲
前脚部に装備する。レッドホーンと共通の装備。
全天候自己誘導ミサイルランチャー（旧） / 地対地ミサイルポッド（新）
背部に装備される。レーダーとの連動で敵ゾイドを自動補足し、攻撃するミサイル。
全天候3Dレーダー（旧） / 複合センサーユニット（新）
背部に装備される。レッドホーンと共通の装備。
全方位レーダーアンテナ（旧） / 全天候3Dレーダー（新）
ディメトロドンの背ビレ部。あらゆる周波数の電波を補足可能で、敵の通信電波を傍受すると自動的にそれを分析し、より強力な妨害電波を発して通信を遮断することも可能。また、レーダーとデータリンクした射撃管制装置によって各種火器の命中精度も向上している。この部位から放射される強力な電波からパイロットを保護するため、頭部は磁気シールドを施した装甲に覆われている。
第二次大陸間戦争時代には最新型に交換された。
MAD磁気探知機（旧）
尾部先端に装備する。
大型赤外線・レーザーサーチライト（旧） / 赤外線レーザーサーチャー（新）
額部に装備される。レッドホーンのものと共通の装備。
爆発物探知センサー（旧）
ディメトロドンの脚部。電磁波によって地中に埋設された地雷や爆弾を感知することが可能。
放熱口（旧）
四肢のダクト部に備える。
チャフ・フレアディスペンサー（新）
腹部のダクト部に備える。レーダーを攪乱させるアルミ片を射出する。

### 作中の活躍（ディメトロドン）
バトルストーリー
ZAC2041年のバレシア湾上陸作戦にて電子戦で共和国のゴルドスを凌ぐ威力を発揮。その高性能電子戦能力に共和国軍は一気に劣勢に立たされ、あらゆる帝国ゾイドを探しだす共和国軍の目と耳であるレーダーは完全に塞がれ、ゼネバス帝国軍の上陸成功に貢献した。
ZAC2043年。帝国領山岳地帯をパトロール中の機体がシールドライガー、コマンドウルフから成る高速部隊と交戦し撃破されている。
ネオゼネバス帝国建国後のZAC2106年、電子装備に近代化改修を施し、第一線に復帰。再び強行偵察隊に配備され、ゲリラ活動を展開するヘリック共和国軍残党の拠点探索に大きく貢献した。同年初頭のアルダンヌの戦いではキャプリ・コンラッド曹長の機体が偵察中に奇襲を受け、ライガーゼロと交戦。相手側は量産型ジェノザウラーを含む10機余りのゾイドを10分で殲滅するエースであったが、コンラッド曹長の機転によってライガーゼロと至近距離まで肉薄。空間に無数に散布されたチャフとディメトロドンの電子装備から発された最大出力の電磁波が乱反射を起こし、周囲を巨大な電子レンジ状にすることで双方のパイロットが絶命。相打ちに持ち込んだ。
ゲーム
『ZOIDS FIELD OF REBELLION』
プレイヤーが使えるサポーターロールの中型ゾイドとして登場。ゲームはZOIDS concept artの世界観をベースにしているが、従来のキットをほぼ踏襲するデザインで実装された。専用ウエポンとして全天候レーダーが実装されており、攻撃を受けた相手のミニマップ機能停止とロックオン妨害により電子戦ゾイドらしさが表現されていた。

### キット（ディメトロドン）
動力は単三電池1本で、スイッチを入れるとそれぞれのヒレを独立させながら歩行する。装甲などの各部品が、キャップを隠すようなデザインになっている。ダークスパイナーのようなヒレだけの独自のアクションは出来ないものの、ヒレ同士が干渉しあうことはない。
EPZ-04 ディメトロドン
1987年2月発売。新発売当時はCMにも出演した。装甲部分が赤（いわゆるゼネバスレッドではない）、帝国軍共通武装パーツが銀、その他のパーツが黒、キャップが灰色、カメラアイ部分は透明のダークグリーンの成型であった。
EZ-065 ディメトロドン
2003年1月発売。バッテリーボックスはネジ止めに変更。また、カラーリングが変更され、赤が暗い赤へ、脚部などが灰色、キャップが灰色から紫になった。
ディメトロドン 暗黒軍仕様
2009年7月に限定発売された。装甲部分が黒、バッテリーボックスがライトグリーン、帝国軍共通武装パーツがダークホーン同様のダークグリーン、その他のパーツがデッド・ボーダー同様のダークグレーとなった。

### バリエーション（ディメトロドン）
ディメトロドンMk-II
| ディメトロドンMk-II | ディメトロドンMk-II |
| ------------------- | --- |
| 所属                | ゼネバス帝国 ガイロス帝国 |
| 分類                | 恐竜型 |
| 武装                | バイトファング 接近戦用ビーム砲 ビームランチャー 高圧濃硫酸噴射砲 全天候自己誘導ミサイル 全天候3Dレーダーアンテナ 大型赤外線レーザーサーチライト |

ゲーム『ZOIDS2 ヘリック共和国VSガイロス帝国』に登場する改造タイプ。ビームランチャーを装備して火力をアップした砲撃戦用ディメトロドンで、作中ではディメトロドンを「ビームランチャーセット」で改造する。『ゾイド -ZOIDS- 邪神復活!〜ジェノブレイカー編〜』では「ディメトロドン2」の呼称で登場。
初出は「帝国側大型メカ用改造セット」（および「帝国側大型メカ用NEW改造セット」）のパッケージに掲載されたビームランチャー装着の改造例。
重装仕様
| ディメトロドン 重装仕様 | ディメトロドン 重装仕様                            |
| ----------------------- | -------------------------------------------------- |
| 所属                    | ゼネバス帝国                                       |
| 分類                    | 恐竜型                                             |
| 武装                    | バイトファング ミサイルランチャー 多弾頭ミサイル。 |

『EPZ-004 ディメトロドン』のパッケージ裏に掲載されたバリエーション機体。背中のレーダーを多弾頭ミサイルに換装し、尾部にもミサイルランチャーを装備したタイプ。多段頭ミサイルは、発射後に複数個に弾頭が分散して敵に命中させることができる。イラスト図では、艶消しのオレンジ色を基調としたカラーリングが指定されている。
ゲーム『ゾイド -ZOIDS- 邪神復活!〜ジェノブレイカー編〜』では「グレートロドン」という名称で登場。完全に攻撃戦用の改造機とされる。
地対空ミサイル装備仕様
| ディメトロドン 地対空ミサイル装備仕様 | ディメトロドン 地対空ミサイル装備仕様                       |
| ------------------------------------- | ----------------------------------------------------------- |
| 所属                                  | ゼネバス帝国                                                |
| 分類                                  | 恐竜型                                                      |
| 武装                                  | バイトファング 全域レーダー 地対空ミサイル×4 / 大型ミサイル |

『EPZ-004 ディメトロドン』のパッケージ裏に掲載されたバリエーション。背中に左右2基ずつ計4基の地対空ミサイルを装備、レーダーと連動しあらゆる空域の敵に対応できる。特に中高度以下の迎撃を得意とする。カラーリングは、ダックエッググリーン・ダークグリーン・ダークイエローの三色迷彩。
ゾイド -ZOIDS- 邪神復活!〜ジェノブレイカー編〜』では「ミサイルトロドン」という名称で登場。対空能力が大幅に向上されている。
ロングレンジライフル装備型
| ディメトロドン ロングレンジライフル装備型 | ディメトロドン ロングレンジライフル装備型 |
| ----------------------------------------- | ----------------------------------------- |
| 所属                                      | ネオゼネバス帝国                          |
| 分類                                      | ディメトロドン型                          |

EZ版キット付属オフィシャルファンブックエクストラに掲載されたバリエーション。西方大陸戦争においてゴルドスが長距離砲を搭載し戦果をあげたことから検討された砲撃戦仕様機。
迷彩仕様
| ディメトロドン 迷彩仕様 | ディメトロドン 迷彩仕様 |
| ----------------------- | ----------------------- |
| 所属                    | ネオゼネバス帝国        |
| 分類                    | ディメトロドン型        |

電撃ホビーマガジン2003年4月号に掲載された改造ディメトロドン。
背ビレの全天候3Dレーダーを保護するため、ノーズコーンフェアリングのような電磁波透過性強化繊維素材による装甲版を貼り付けている。武器としてリニアレーザーガンや高圧濃硫酸噴射砲を装備するが、同クラスのゾイドに比べると戦闘力不足は否めない。レーダー部の装甲板と森林迷彩のカラーリング以外、改造は加えられていない。
ディメトロランサー
| ディメトロランサー | ディメトロランサー |
| ------------------ | ------------------ |
| 所属               | ネオゼネバス帝国   |
| 分類               | ディメトロドン型   |

ゾイド公式ファンブック4掲載。不意の遭遇戦に備えて格闘用のランスを取りつけた機体。同著ではデモンズヘッドの装備を追加したとされるが、作例ではロードゲイルのパーツを用いている。初出は月刊コロコロコミック誌2003年5月号。
ディメトロドン 暗黒軍仕様
| ディメトロドン 暗黒軍仕様 | ディメトロドン 暗黒軍仕様 |
| ------------------------- | ------------------------- |
| 所属                      | ガイロス帝国              |
| 分類                      | 恐竜型                    |

リバースセンチュリーで登場。機体カラーは黒と緑主体。ゼネバス帝国の機体を接収し、暗黒軍(ガイロス帝国軍)によって電子戦能力を強化されたディメトロドン。前線に投入され、惑星Zi大異変後の環境下でもその役割・機能から活躍した。

## デス・キャット
| デス・キャット DESCAT | デス・キャット DESCAT |
| --------------------- | --- |
| 番号                  | DPZ-25 |
| 所属                  | ガイロス帝国(暗黒軍) |
| 分類                  | パンサー型 |
| 全長                  | 18.4m |
| 全高                  | 7.2m |
| 全幅                  | 5.2m |
| 重量                  | 85t |
| 最高速度              | 420km/h |
| ZEP                   | 攻撃力：48 防御力：35 総合力：83                                                                                            |
| 武装 装備             | 超重力弾砲 超電磁場発生アンテナ×2 二連装衝撃砲 エナジープロテクター×2 電磁牙 電磁クロー×4 超高速駆動機構 後方警戒3Dレーダー |

ガイロス帝国軍（暗黒軍）が開発したパンサー（ヒョウ）型ゾイド。最終決戦用の機体として位置付けられており、機動力に重点が置かれた設計によって密林・市街地においても高い運動性を発揮する。また、最高速度420km/hを長時間維持できる高い機動力を持つ。ZAC2056年の惑星Zi大異変は登場しない。
武装・装備
超重力弾砲
本体背部に内蔵する。射撃時に機体上部に展開する超重力弾砲は体内で作り出した小天体ほどの大質量、超密度の弾体を強力な磁気で包み込み発射、敵機の体内にブラックホール化現象を起こし内部から消滅させてしまう。同クラスのゾイドにおいて最強の兵装となる。
超電磁場発生アンテナ
超重力弾砲の側面に設置される。
二連装衝撃砲
本体腹部に装備する。
エナジープロテクター
本体背部の装甲。超重力弾砲を使用する際は左右に展開される。
電磁牙
デス・キャットの牙部。
電磁クロー
デス・キャットの爪部。
超高速駆動機構
腹部側面に採用されている。
後方警戒3Dレーダー
デス・キャットの尾部。

### 作中の活躍（デス・キャット）
第一次大陸間戦争終盤で登場。キングゴジュラス接近の報せを受け出撃するも間に合わず、SOSを発信したデスザウラーの大破を見届ける。
別のストーリーでは奇策によってキングゴジュラスを落とし穴の罠にかけるも、自力で脱出され交戦。発射した超重力弾砲も回避され、戦線を離脱した。

### キット（デス・キャット）
単三電池一本で、口を開きながら歩行するものの、膝が曲がらないので、それまでのネコ科モチーフのゾイドに比べてぎこちない。
身体の後端にあるパワーコネクターは本体の動力スイッチを兼ねており、動力をグレードアップパーツに伝える機能はない。隣に配置されたスイッチを操作すると背中のめっきパーツが展開し、ゼンマイにより砲が起き上がる。
旧シリーズ（1983年～1990年のシリーズ）に登場した最後の製品。

## デスレオン
漫画「ゾイドバトラー雷牙」に登場するオリジナルゾイド。ホログラムよる自機の立体映像形成や光学迷彩機能を持つ。デザインは学年誌の公募によるもので、小学四年生2001年7月号で入選した作品を元に漫画家・帯ひろ志が描き起こしたもの。

## デッド・ボーダー
| デッド・ボーダー DEAD BORDER | デッド・ボーダー DEAD BORDER |
| ---------------------------- | --- |
| 番号                         | DPZ-09 |
| 所属                         | ガイロス帝国(暗黒軍) |
| 分類                         | 恐竜型 タルボサウルス型 |
| 全長                         | 19.6m |
| 全高                         | 12.8m |
| 全幅                         | 7.5m |
| 重量                         | 92t |
| 最高速度                     | 140km/h |
| 乗員人数                     | 1名 |
| 主な搭乗者                   | バー・ミリオン(ZBCG) |
| 武装 装備                    | 重力砲（G-カノン）×2 火炎放射器 150mmカノン砲×2 二連ビーム砲 高圧希硝酸噴出口 レーザー砲×2 ミサイルポッド 熱線砲×3 ニードルガン×4 レーダーシールド フェルチューブ |

ガイロス帝国（暗黒軍）の恐竜型ゾイド。機体名の「デッド」は暗黒軍・機甲部隊の所属を意味する。暗黒大陸特有の鉱物に多く含まれる特殊物質「ディオハリコン」を食料にすることで体内の細胞が合成する際に薄緑色の発光現象を起こし、その光を蓄光体に蓄えることでエネルギーとして使用可能としている。また、機体の瞬発力も高く、格闘戦も得意である。暗黒大陸外辺の防衛や戦闘時の先鋒として活躍する。ZAC2056年の惑星Zi大異変後は登場しない。
武装・装備
重力砲（G-カノン）
背部に装備される。重力波を発射し、敵を攻撃する兵装。
その威力はデスザウラーを空高く舞い上げることも可能。
火炎放射器
左腹部に装備する。
150mmカノン砲
重力砲の直下に設置される。
二連ビーム砲
左腹部に装備する。
高圧希硝酸噴出口
デッドボーダーの口腔内に装備する。
レーザー砲
右腹部に装備。自動照準式となっており、高い連射性で硬質な装甲を貫通する。
ミサイルポッド
腹部に装備する。
熱線砲
右腹部に2門、左腹部に1門装備する。発光体によってエネルギーを元に、熱線を発射する兵装。
ニードルガン
喉部に4基装備する。
レーダーシールド
デッドボーダーの頭部キャノピー状パーツ。直射光から視覚器を守りつつ、全方位レーダーとしても機能する。
フェルチューブ
デッドボーダーやヘルディガンナーの全身に張り巡らされたパイプ。蓄光体に蓄えられたエネルギーは、このチューブを通して循環し重力砲やレーザーなどの火器に利用される。
逆にこのチューブは分断した際、機体をエネルギーダウンさせる恐れのある弱点でもある。

### キット（デッド・ボーダー）
単三電池1本で稼働する。動力部は本機用に新設計されたもので、駆動箇所をギミック用回転軸1本と後脚用クランク軸のみに絞り、電池蓋の別パーツ化やスイッチ位置の見直しを行うことで、それまで最小だったサーベルタイガー系の動力部以上の小型化を実現している。歩行ギミックは、後脚膝および足首をリンク機構によって能動的に駆動するもので、連動ギミックとして、前脚の振りおよび下顎の開閉を行う。手動ギミックは、頭部キャノピーの開閉と火器の旋回（背部重力砲の基部アームを含む）。ディオハリコン使用部位を再現するため、動力部および眼は蓄光顔料を含むプラスチックで成型されており、暗所に持ち込むと緑色に光る。
トイズドリームプロジェクトよりキットが復刻、2005年12月22日ごろ、限定発売された。ただし蓄光素材の発光が旧製品よりも暗くなり、ボックスの蓋が安全のため、ネジ穴が設けられている。
直立している古い考証の肉食恐竜の形状だが、似たような体型のゴジュラスやデスザウラーと違い、尾の下に補助輪は付いていない。

### 作中での活躍（デッド・ボーダー）
バトルストーリー
『ゾイドバトルストーリー』（小学館）
『新ゾイドバトルストーリー』から登場。ZAC2051年3月。中央大陸・ニカイドス島の戦いにおいてヘルディガンナーと共に初登場。ゼネバス皇帝が搭乗するデスザウラーを撃破した他、共和国軍を退けゼネバス帝国軍の回収に寄与した。同年10月の暗黒大陸沿岸基地の戦いにおいては、同地の警戒に当たっていた機体がマッドフライになぎ倒されている。
ZAC2052年6月の暗黒大陸第二次上陸作戦においては、ガンブラスターと遭遇した10機のデッドボーダーが撃破された。
『ゾイドバトルストーリー』（学年誌掲載版）
『小学三年生』誌掲載ストーリーでは槍を持ったデッド・ボーダーが登場。投げた槍は空で重なったサラマンダーとレイノスを貫き、ジャイアントスイングでウルトラザウルスを投げ飛ばした
『小学二年生』掲載ストーリーでは手に持った槍から発した光で大地を割り、裂け目にウルトラザウルスを沈めて撃破した。直後にゴールドサンダーの一斉砲火を受け槍を破壊されると黒いワームホールに飛び込み脱出している。
特攻！ゾイド少年隊
漫画『特攻!!ゾイド少年隊』では、ゴジュラスのゾイド生命体を奪取した死の商人ギルバート大佐が独自開発した機体として搭乗する。ハイパー・ビームキャノン（重力砲のある部位の装備）でマッドサンダーの玉砕覚悟の突進（ローリングサンダーアタック）を軽々と撃破するなど活躍するが、ハイパー・ビームキャノン発射時に背部の冷却機関をさらけ出す弱点を突かれ撃破された。作中では前脚部に二門の砲塔と鞭を兼ね備えた追加装備もみられた。
ゾイドフューザーズ
アニメ『ゾイドフューザーズ』にはバトルレックスが登場。

### バリエーション（デッド・ボーダー）
フライングボーダー
| フライングボーダー | フライングボーダー |
| ------------------ | ------------------ |
| 所属               | ガイロス帝国       |
| 分類               | タルボサウルス型   |

空中戦にも対応できるように、背部に大型の主翼を装着。背部Gカノンを両腕に装備した機体。低空飛行時の旋回性に優れる。
初出は小学館「小学三年生」1990年4月号。腕からのビーム砲でギル・ベイダー墜落を狙うマグネゴジュラスの妨害に成功したものの、直後オルディオスによって主翼を破壊された。
ファイアーフロッグ
| ファイヤーフロッグ | ファイヤーフロッグ |
| ------------------ | ------------------ |
| 所属               | ガイロス帝国       |
| 分類               | カエル型           |

小学館「小学二年生」1989年8月号に登場。ただ一機しか創られなかった実験的試作機で、特殊兵器開発室で生み出されたカエル型の局地戦用。
口から2万度の高熱火炎を吐き、地面をマグマに変え、ジャンプ力、機動性とも優れている。デザインは学年誌の読者公募によって決定された。
作中の活躍
マッドサンダーを誘導するために出撃。ジャンプなどを駆使しカノンフォートを攻撃。その救援に向かったマッドサンダー、ゴジュラスからなる部隊を誘きだすと、その足元の岩を口内から発した火炎放射によって溶解させ、ゴジュラスごと爆発させた。
デッドベイダー
| デッドベイダー | デッドベイダー |
| -------------- | -------------- |
| 所属           | ガイロス帝国   |

『電撃ホビーマガジン』2001年7月号ZOIDS戦記Specialで紹介された改造例。ギルベイダーの復元を視野に入れて開発された機体で、背部にジョイントパーツを介してザバットと合体している。2体の合体によって出力を補っており、ビームスマッシャーを搭載しているものの、実戦には投入されず計画そのものが断念した。
バトルレックス / BATTLE REX
アニメ『ゾイドフューザーズ』第21話に登場。夜道の通行中にリュックが搭乗するレオゲーターの奇襲を受け解体されてしまう。
全身緑色にカラーが変更されたデッド・ボーダーであり、海外展開の際ハズブロ社によってラインナップが告知されていた。